# Urothoe grimaldii
Urothoe grimaldii is een vlokreeftensoort uit de familie van de Urothoidae. De wetenschappelijke naam van de soort is voor het eerst geldig gepubliceerd in 1895 door Chevreux.